# Kłodzko (gmina)
Kłodzko est une gmina rurale du powiat de Kłodzko, Basse-Silésie, dans le sud-ouest de la Pologne. Son siège est la ville de Kłodzko, bien qu'elle ne fasse pas partie du territoire de la gmina.
La gmina couvre une superficie de 252,25 km2 pour une population de 17 008 habitants.

## Géographie
La gmina est bordée par les villes de Knurów, Orzesze, Rybnik et Żory, et les gminy d'Ornontowice et Pilchowice.
La gmina contient les villages de Bierkowice, Boguszyn, Droszków, Gołogłowy, Gorzuchów, Jaszkowa Dolna, Jaszkowa Górna, Jaszkówka, Kamieniec, Korytów, Krosnowice, Łączna, Ławica, Marcinów, Mikowice, Młynów, Morzyszów, Ołdrzychowice Kłodzkie, Piszkowice, Podtynie, Podzamek, Rogówek, Romanowo, Roszyce, Ruszowice, Ścinawica, Starków, Stary Wielisław, Święcko, Szalejów Dolny, Szalejów Górny, Wilcza, Wojbórz, Wojciechowice et Żelazno.